# Битигхайм (Баден)
Битигхайм (нем. Bietigheim) — община в Германии, в земле Баден-Вюртемберг.
Подчиняется административному округу Карлсруэ. Входит в состав района Раштат. Население составляет 5976 человек (на 31 декабря 2010 года). Занимает площадь 13,90 км².

## Фотографии

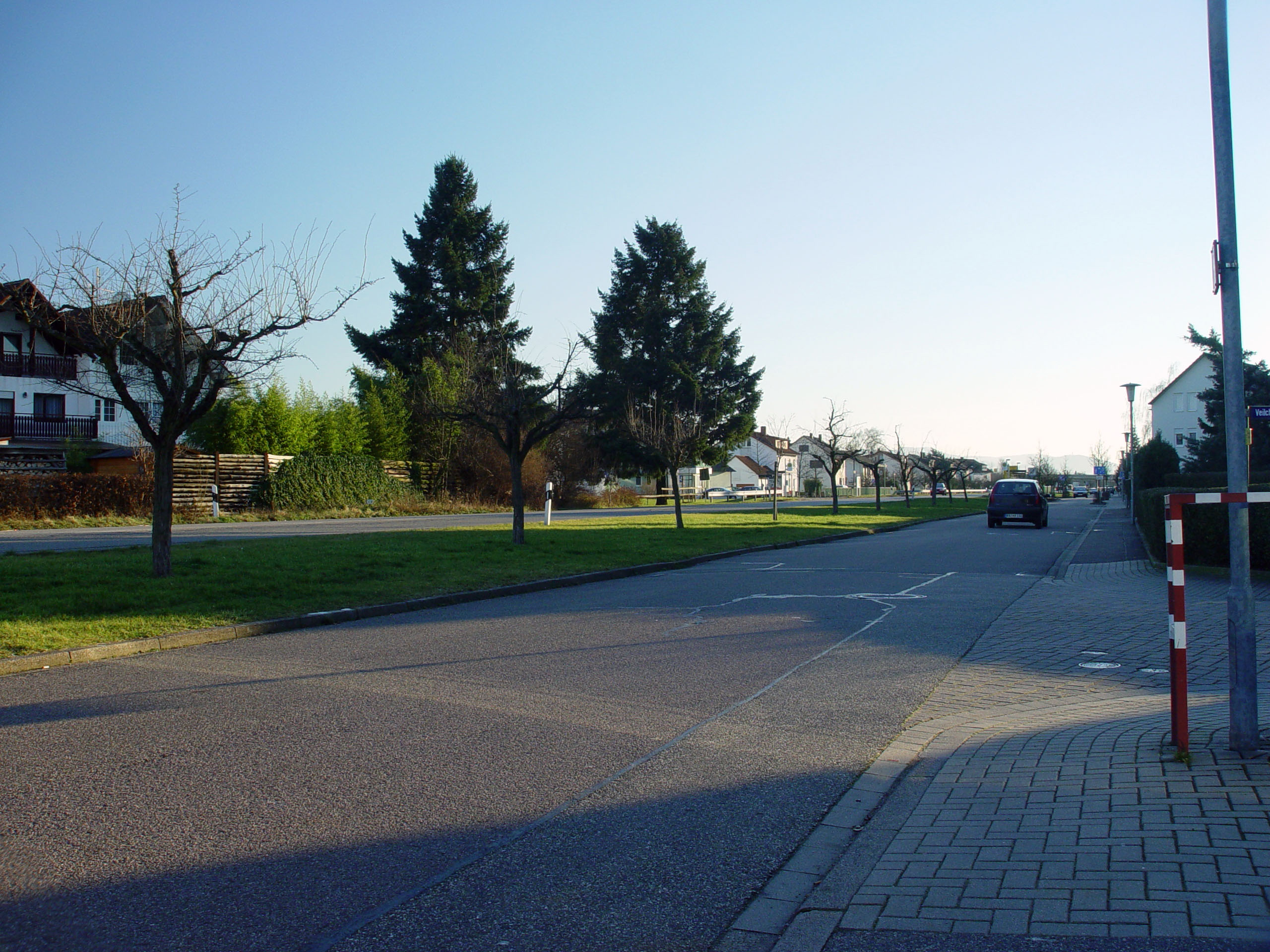
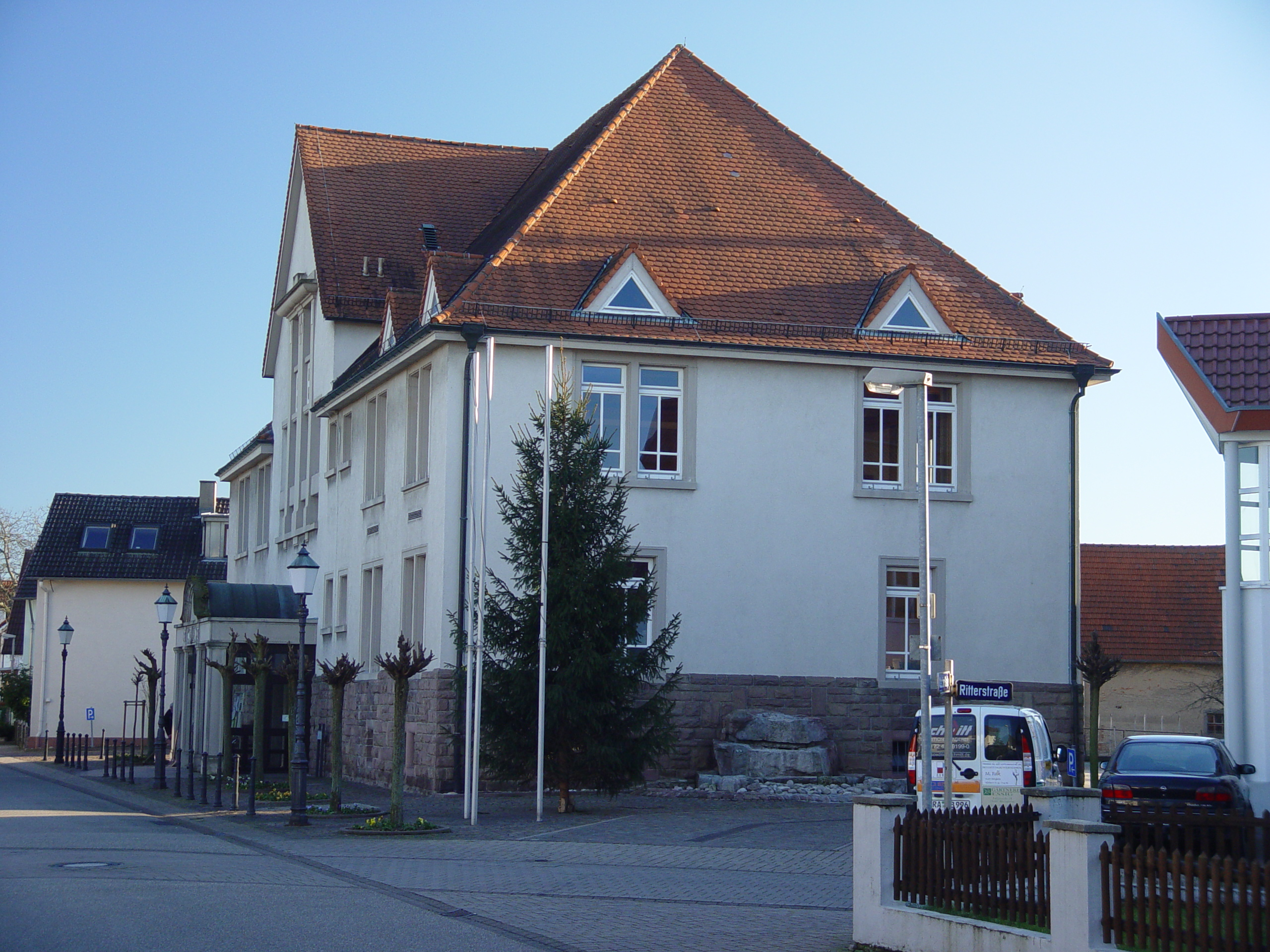
Ратуша
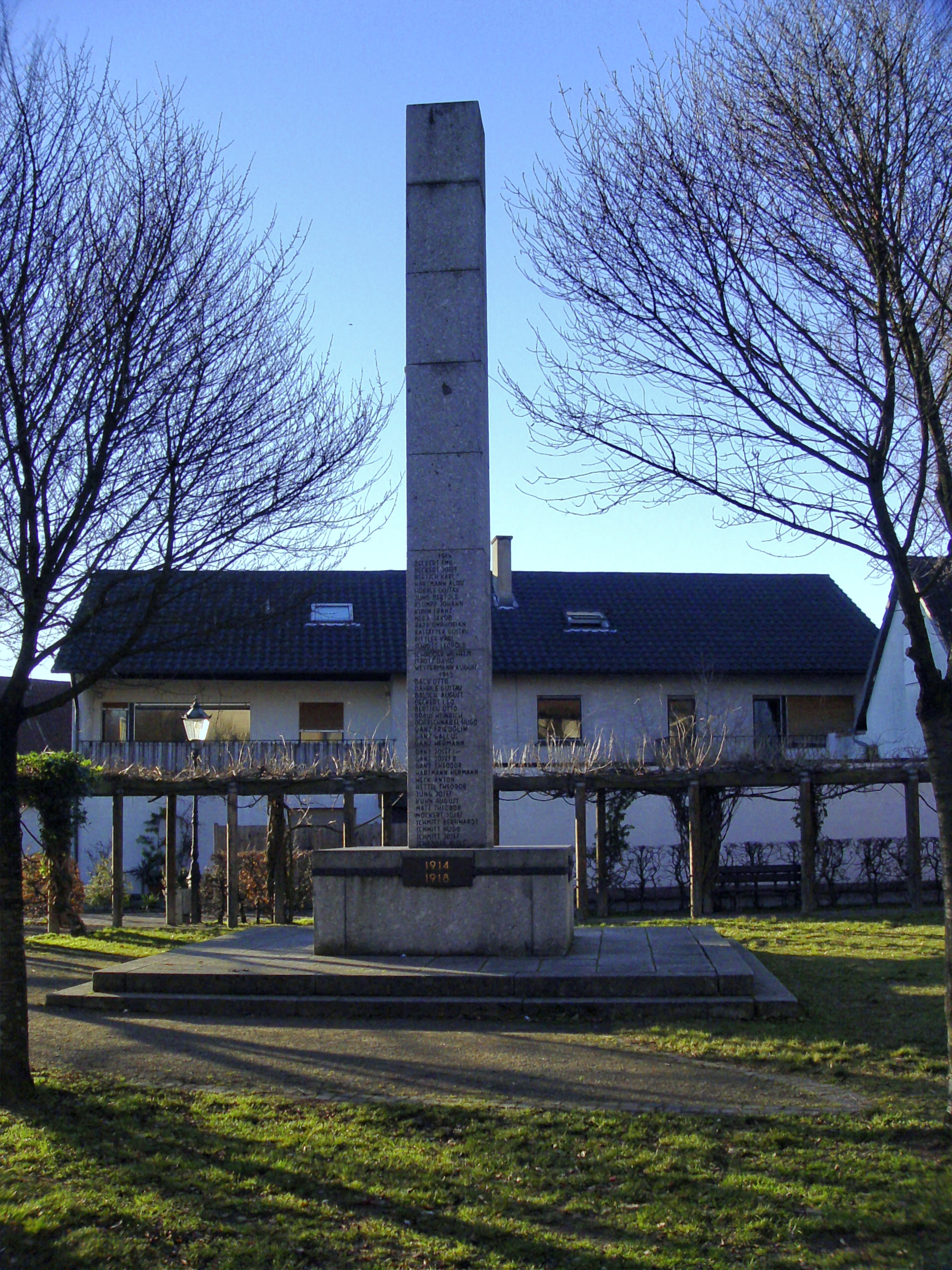
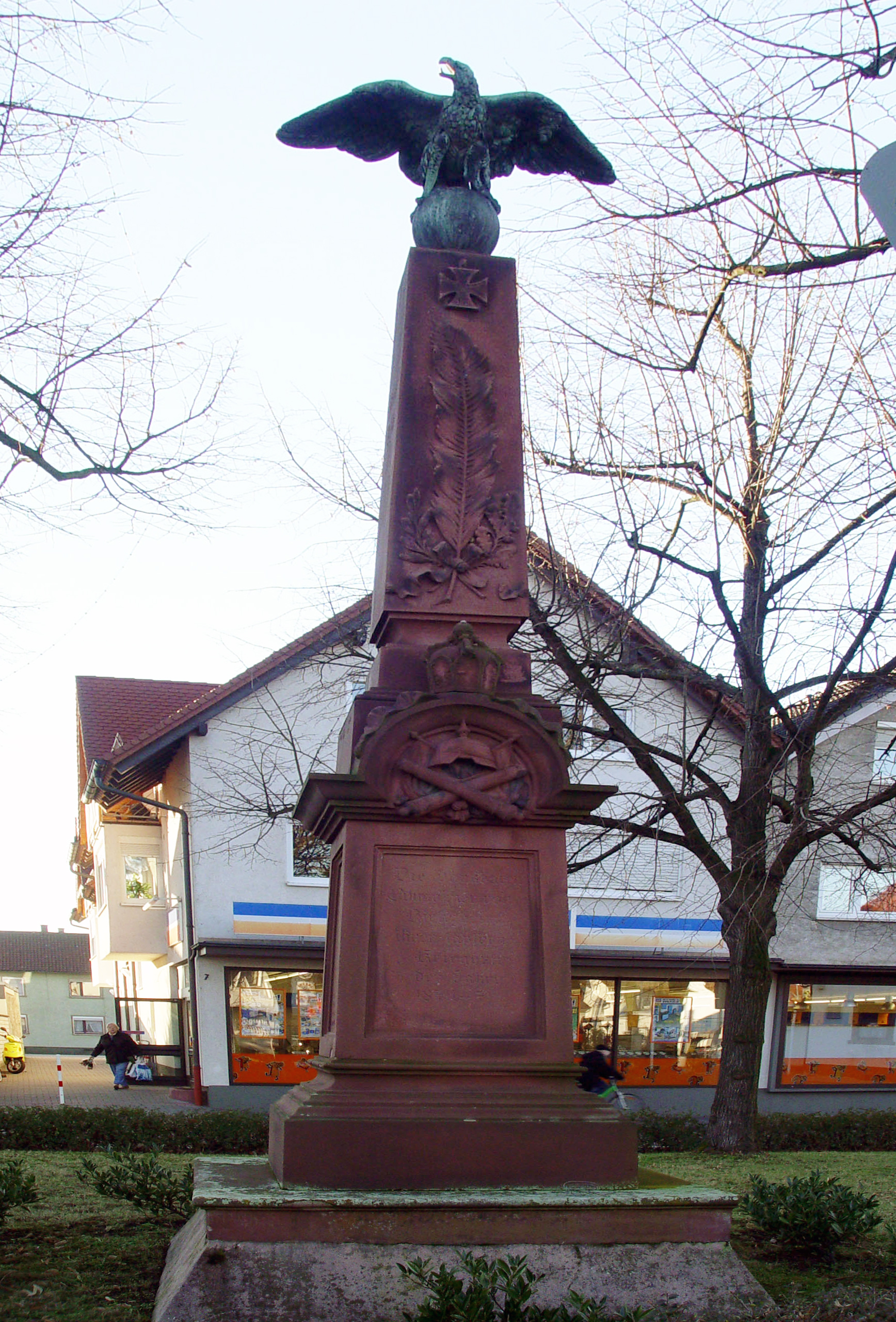
Памятник
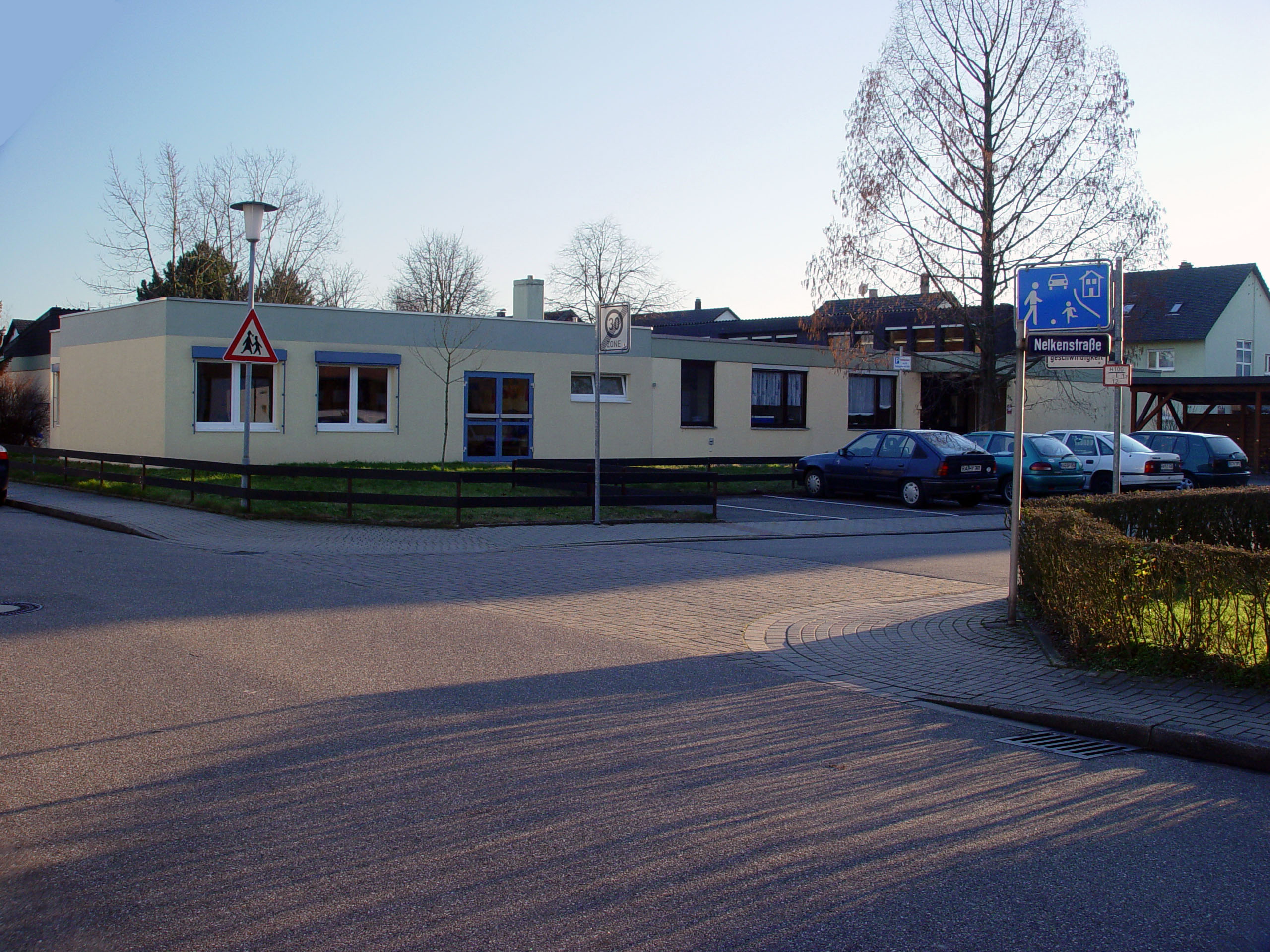
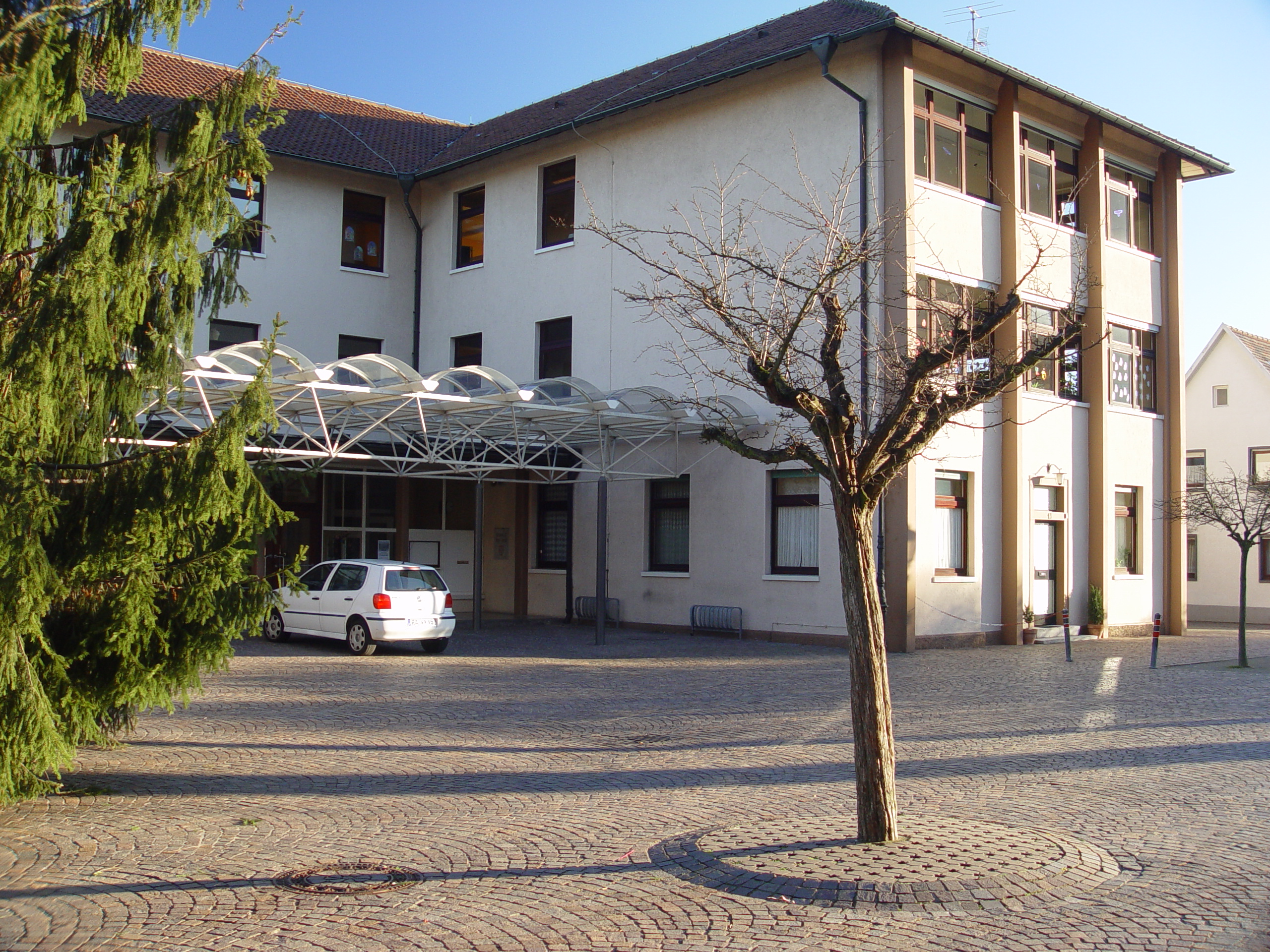
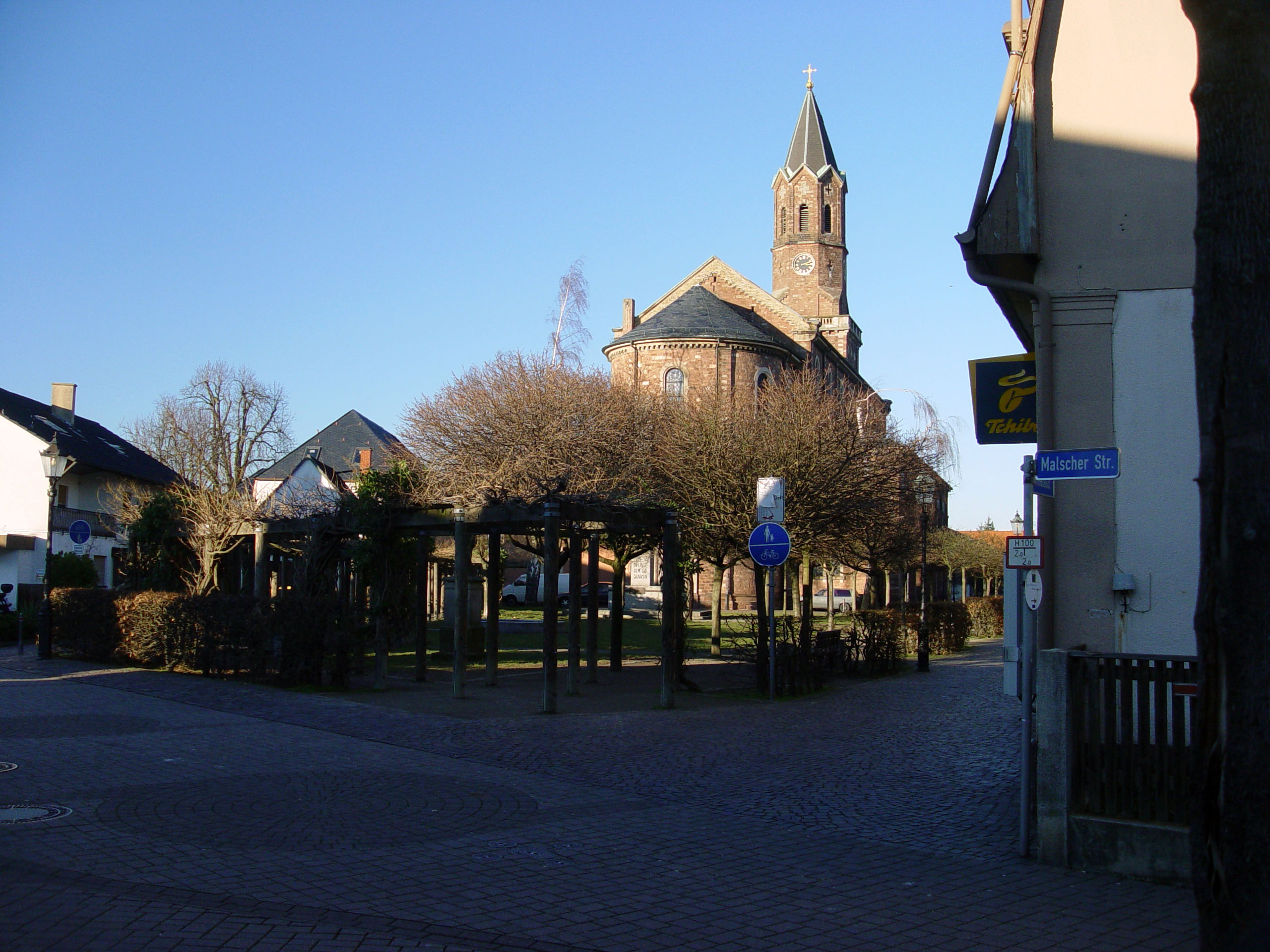
Церковь
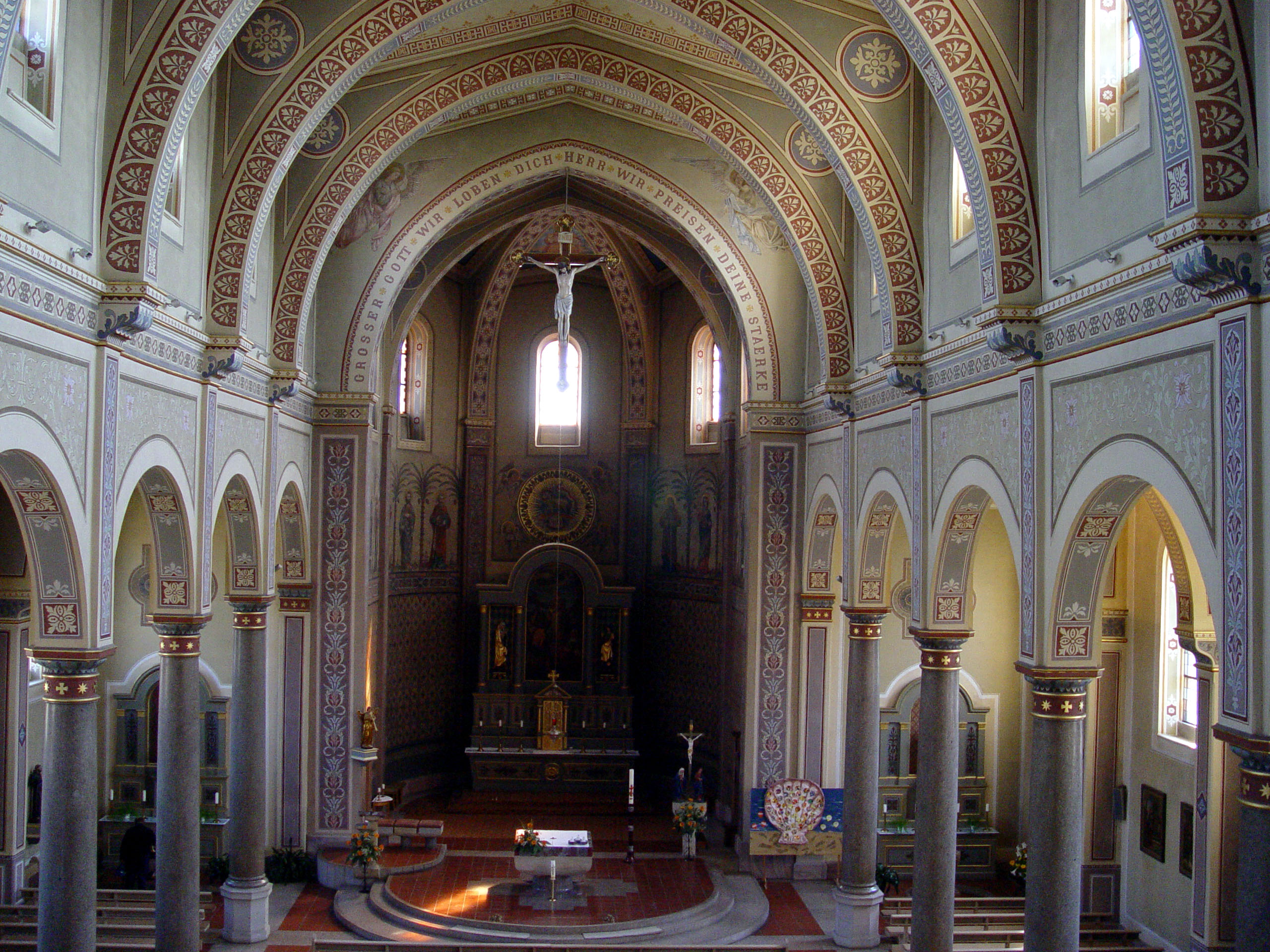
Церковь
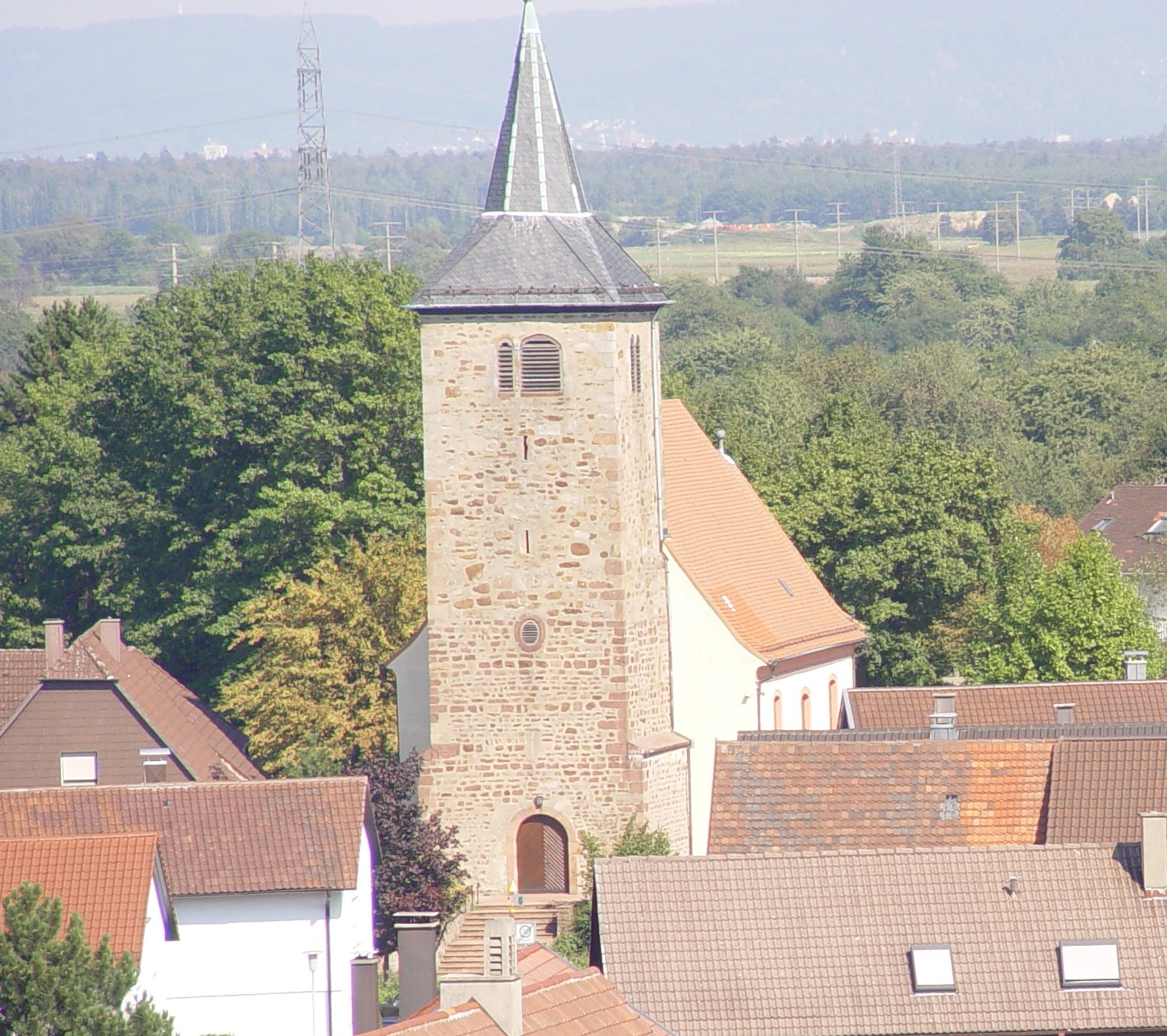
Капелла
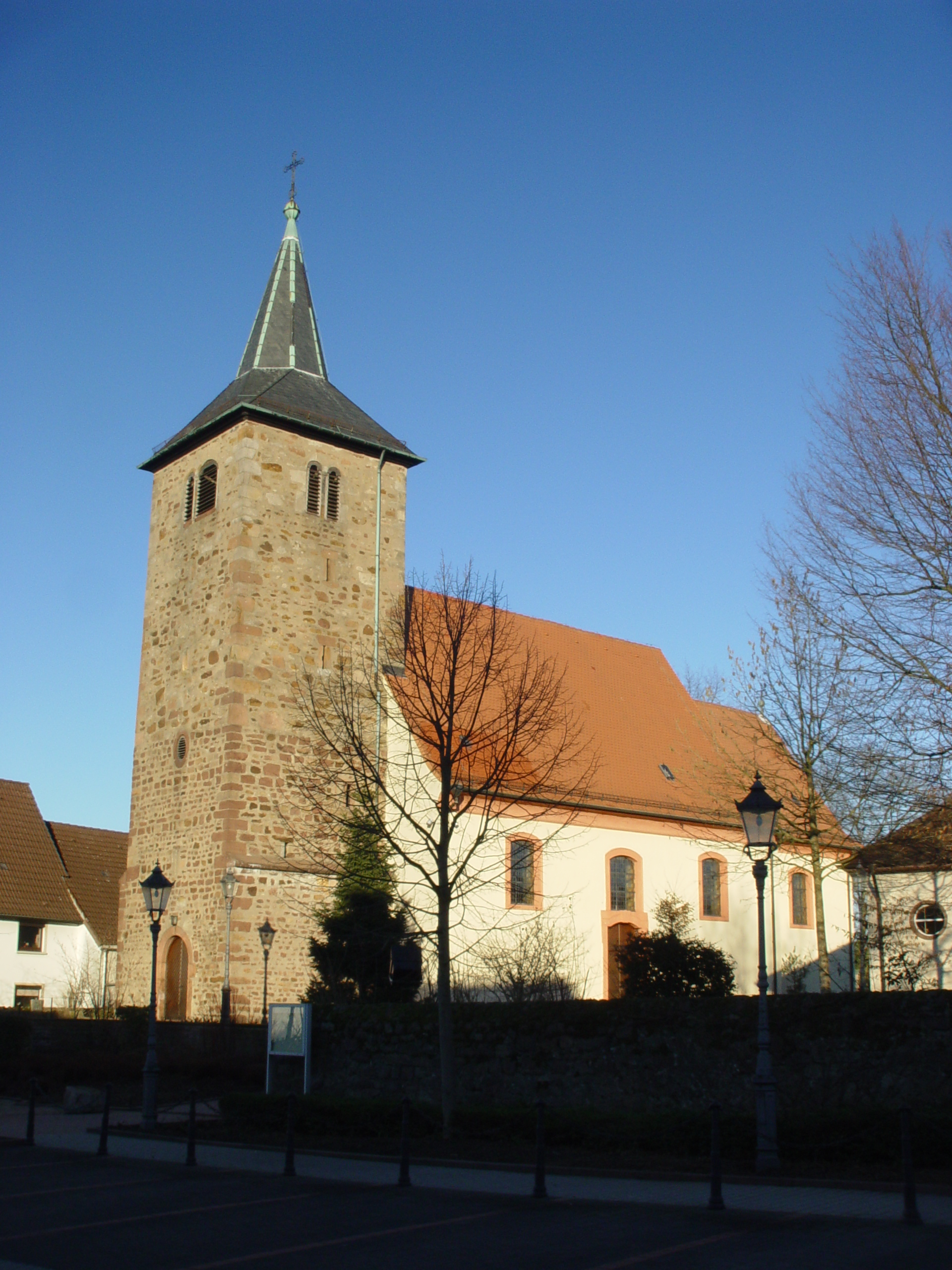
Капелла